# Peter Kong-kit Kwong
Peter Kong-kit Kwong (chinesisch: 鄺廣傑 (邝广杰) Pinyin: Kuàng Guāngjíe; * 28. Februar 1936 in Hongkong) ist ein chinesischer anglikanischer Geistlicher.

## Leben
Peter Kwong war nach seinem Theologiestudium am Kenyon College in Ohio zunächst in verschiedenen Pfarreien in Hongkong tätig, später als Kaplan und Lektor an der Chinesischen Universität Hongkong. 1979 wurde er Generalsekretär, 1981 Bischof der Diocese of Hong Kong and Macao. Als diese extraprovinzielle Diözese 1998 als Hong Kong Sheng Kung Hui zur Kirchenprovinz der Anglikanischen Gemeinschaft erhoben und in drei Diözesen unterteilt wurde, übernahm Kwong neben dem Bischofsamt der Diözese Hong Kong Island auch das des Erzbischofs und Primas der Kirche. Sein Nachfolger wurde Paul Kwong. Peter Kwong war 1998 der erste chinesische Erzbischof der anglikanischen Kirche.
Peter Kwong ist Berater der Amity Foundation of China, Vizepräsident der Church Missionary Society und Ehrendoktor des Kenyon College und der Chinesischen Universität Hongkong. Nach dem Übergang Hongkongs an die Volksrepublik China wurde er Mitglied der Politischen Konsultativkonferenz des chinesischen Volkes.